# Ilse Petri
Ilse Petri, teilweise auch gelistet als Ilse Petry, verheiratete Niczky (* 20. März 1918 in Göttingen; † 3. Februar 2018 in München) war eine deutsche Schauspielerin und Hörspielsprecherin.

## Leben
Petri wurde geboren als Tochter des preußischen Oberst Hans Petri und seiner Frau Lucie, geborene Tempeltey. In Potsdam besuchte sie das Lyzeum. Sie erhielt zwei Jahre privaten Schauspielunterricht bei Ilka Grüning und absolvierte anschließend eine vierjährige Gesangsausbildung.
Ilse Petri bekam auf Vermittlung von Camilla Horn noch vor Beginn ihrer Bühnenlaufbahn ihre erste Filmrolle mit 17 Jahren in dem Streifen Das Mädchen vom Moorhof (1935). Auch in Der Raub der Sabinerinnen, der bekannten Erstverfilmung des gleichnamigen Theaterstücks aus dem Jahre 1934 von Robert A. Stemmle mit Bernhard Wildenhain, Max Gülstorff, Maria Koppenhöfer, Hilde Sessak und Trude Hesterberg, war sie als 18-Jährige dabei. Eine Hauptrolle spielte sie in der ebenfalls 1936 erschienenen Komödie Donner, Blitz und Sonnenschein mit Karl Valentin und Liesl Karlstadt.
Petri war seit den dreißiger Jahren auch an Berliner Bühnen wie der Volksbühne, dem Theater am Schiffbauerdamm und dem Kabarett der Komiker zu sehen.
Sie stand 1944 in der Gottbegnadeten-Liste des Reichsministeriums für Volksaufklärung und Propaganda.
Nach dem Zweiten Weltkrieg spielte sie weiterhin Theater und wurde vor allem mit dem Streifen Fanfaren der Liebe (1951) an der Seite von Dieter Borsche und Georg Thomalla mit Inge Egger bekannt. Auch die Fortsetzung Fanfaren der Ehe wurde in den Filmsälen ein Erfolg. Einige Engagements im Fernsehen, darunter in Serienproduktionen wie Der Alte oder Die fünfte Kolonne, sowie Rollen in diversen Pauker- und Lausbubenfilmen beschlossen ihre schauspielerischen Auftritte.
Sie war verheiratet mit dem verstorbenen Starfotografen Joe Niczky, dem Sohn des Künstlers Rolf Niczky und lebte in München-Bogenhausen.

## Filmografie
- 1935: Unter vier Augen
- 1935: Das Mädchen vom Moorhof
- 1935: Königstiger
- 1935: April, April!
- 1936: Ein seltsamer Gast
- 1936: Dornröschen
- 1936: Der Raub der Sabinerinnen
- 1936: Donner, Blitz und Sonnenschein
- 1937: Herkules
- 1938: Der eingebildete Kranke
- 1938: Spuk im Museum
- 1938: Monika - Eine Mutter kämpft um ihr Kind
- 1938: Frauen für Golden Hill
- 1939: Bel Ami
- 1939: Das Schwert des Damokles
- 1939: Männer müssen so sein
- 1939: Hochzeit mit Hindernissen
- 1940: Mädchen im Vorzimmer
- 1941: Heimaterde
- 1942/51: Augen der Liebe
- 1943: Altes Herz wird wieder jung
- 1944: Seine beste Rolle
- 1944: Die Degenhardts
- 1948: Die seltsamen Abenteuer des Herrn Fridolin B.
- 1949: Mordprozeß Dr. Jordan
- 1949: Um eine Nasenlänge
- 1951: Fanfaren der Liebe
- 1951: Heute nacht passiert’s
- 1953: Fanfaren der Ehe
- 1955: Drei Tage Mittelarrest
- 1962: Die türkischen Gurken
- 1965: Man soll den Onkel nicht vergiften
- 1965: Das Kriminalmuseum (Serie) – Der Brief
- 1965: Die fünfte Kolonne (Serie) – Tivoli
- 1965: Oma ist noch besser (Serie)
- 1965: Tante Frieda – Neue Lausbubengeschichten
- 1967: Ein Fall für Titus Bunge (Serie) – Finden Sie Sigismund
- 1968: Der Vater und sein Sohn (Serie)
- 1968: Die Lümmel von der ersten Bank: Zur Hölle mit den Paukern
- 1969: Finke & Co. (Serie)
- 1970: Das Kriminalmuseum (Serie) – Wer klingelt schon zur Fernsehzeit?
- 1971: Der Babutz (TV)
- 1973: Peter ist der Boss (Serie)
- 1978: Der Alte (Serie) – Bumerang
- 1981: Polizeiinspektion 1 (Serie) – Einrichtungshaus Franke

## Hörspiele (Auswahl)
- 1947: Hans Fritz Köllner: Eine Fahrt in den Frühling (Frau Müller) – Regie: Hanns Korngiebel (Hörspielbearbeitung, Kurzhörspiel – RIAS Berlin)
- 1948: Whit Burnett: Dreitausend mal am Tag – Regie: Nicht bekannt (Kurzhörspiel – RIAS Berlin)
- 1948: Karl Heinz Gies: Eine kleine Melodie. Funknovelle – Regie: Nicht bekannt (Kurzhörspiel – RIAS Berlin)
- 1948: Unbekannt: Kuriositäten. Eine Plauderei über allerhand kuriose Begebenheiten – Regie: Nicht bekannt (Kurzhörspiel – RIAS Berlin)
- 1949: Georg Büchner: Leonce und Lena (Lena) – Bearbeitung und Regie: Helmut Brennicke (Hörspielbearbeitung – BR)
- 1954: Rolf Olsen, Kurt Wilhelm: Kathi-G'schichten: Kathi und das Geisterhaus. Eine wilde Begebenheit – Regie: Kurt Wilhelm (Original-Hörspiel, Mundarthörspiel – BR)
- 1955: Kurt Reiss: Geld spielt keine Rolle. Ein musikalisches Lustspiel – Regie: Kurt Reiss (Originalhörspiel – BR)
- 1955: Wilhelm Lichtenberg, Bruno Engler: Der Kinderstar Regie: Hellmuth Kirchammer (Hörspielbearbeitung – BR)
- 1957: Rolf und Alexandra Becker: Gestatten, mein Name ist Cox – 1. Staffel: Die abenteuerlichen Irrfahrten eines Taschenmessers (8 Folgen) (Mrs. Chataway) – Regie: Ferry Bauer (Originalhörspiel, Kriminalhörspiel – ORF Oberösterreich)
- 1958: Agatha Christie: Die Fuchsjagd (Mollie Ralston) – Bearbeitung und Regie: Willy Purucker (Hörspielbearbeitung, Kriminalhörspiel – BR)

Quellen: ARd-Hörspieldatenbank und Ö1-Hörspieldatenbank